# 豊田三郎 (画家)
豊田 三郎（とよだ さぶろう、1908年〈明治41年〉9月18日 - 2015年〈平成27年〉12月6日）は、日本の昭和 - 平成期の洋画家。
福井県大野郡下味見村（現・福井市）生まれ。福井農林学校（現・福井農林高校）を卒業し家業の農業に従事していたが25歳で上京、帝国美術学校（現・武蔵野美術大学）へ入学。卒業後は中島飛行機製作所に勤務。1950年に教員となり、郷里・福井県内の公立中学校で1968年まで美術を教えた。
1989年に「ふるさとの山河」でサロン・ド・パリ展大賞受賞。豊かな緑の杉の描写を特徴とし、「トヨダグリーン」とも表現される。2001年、当時の福井県足羽郡美山町より、名誉町民の称号が贈られた。
居宅のある下味見にも甚大な被害を及ぼした、2004年の福井豪雨後は活動を一時中断していたが、2006年には福井市が同市美山総合事務所（旧美山町役場、現在は福井市美山連絡所）に「豊田三郎記念ギャラリー」を開設し寄贈作品の常設展示をしている（入場無料）ほか、個展を福井県や東京都内で時折開いていた。2008年に満100歳を迎え、なおも故郷である福井市美山地区を描き続けていた。写生を行う姿を見ることができる事もあった。
2015年12月6日、老衰のため死去。107歳没。